# NGC 3002
NGC 3002 في الفهرس العام الجديد، هي مجرة، تقع في كوكبة الدب الأكبر. اكتشفت في 25 يناير 1851 بواسطة ويليام بارسونز.

## روابط خارجية
- NGC 3002 على موقع ويكي سكاي: DSS2, SDSS, GALEX, IRAS, Hydrogen α, X-Ray, Astrophoto, Sky Map, Articles and images